# 蓮香
蓮香（れんか、7月19日 -）は、日本の女性声優、イベントコンパニオン。別名義は蓮華。

## 概要
ブラジル（小5より博多）出身。元アトリエピーチ所属。2008年4月、一身上の都合により退所。
血液型はO型。身長156cm。足のサイズ21.5cm。ペットは、愛蓮（チンチラ）♀。 
主にアダルトゲームに声をあてている。そのルックスからコミックマーケットなどの同人イベントを中心としたイベントコンパニオンもこなす。

## 出演

### OVA
- アキバ系彼女（2004年、岬蓮香）

### ゲーム
- 姉・オレ・妹〜教師、同級生、後輩のカンケイ〜（神薙彩花）
- Angel Egg（新井紗菜恵）
- カラフル!! 〜colorfull!!〜（ミイ）
- 相姦遊戯（姉・ゆり）
- 転娘!? とにかくよく転ぶドジっ娘たち（岬蓮香）

2003年
- 詩乃先生の誘惑授業（斉藤晴子）
- アキバ系彼女（岬蓮香）
- 幻燐の姫将軍2 〜導かれし魂の系譜〜（セリエル・イオテール）

2004年
- へんし〜ん!（楠綾枝）

2005年
- ダンシング・クレイジーズ（牙）
- 七人のオンラインゲーマーズ（岬蓮香）

2006年
- Queenボンジョルの! 〜女王は制服を脱いだ〜（ミラ、岬鈴香）
- Piaキャロットへようこそ!!G.O. 〜グランド・オープン〜（八重樫香苗）
- 峰深き瀬にたゆたう唄（シェリル・クリツ）

2007年
- 聖なるかな -The Spirit of Eternity Sword 2-（阿川美里）
- 女神大戦（堂本美奈代）

2008年
- キスより甘くて深いもの（平野美咲）

2009年
- 姫とボイン（カーネーションのばにら姫、ローズマリーの鉄子姫）

## ラジオ
- インターネットラジオ「アキバ系情報局II」

## CD
- ○学○年生 G-typeドラマCD（鎌家 恋花）
- 超メイドさんS

## イベント
- コミックマーケット
- 東京オートサロン2006「ファイテンレーシング」

## その他
- CD-ROM写真集「Pillow Talk」

## イメージキャラクター
- 岬 蓮香（鉄子）
  - ※岬 蓮香とはアダルトゲーム制作会社テックアーツのイメージキャラクターでモデルは蓮香本人。テックアーツのさまざまな作品に登場しているが、キャラクターの設定などは作品によって微妙に異なる。共通している点は、声優もしくは声優の卵。胸があまり大きくない（公称80cm-実際は79.5cm）ことを気にしている。いわゆる「ツンデレ」キャラ。